# Concrete Utopia – Der letzte Aufstand
Concrete Utopia – Der letzte Aufstand (Originaltitel: 콘크리트 유토피아 Konkeuriteu Yutopia) ist ein südkoreanischer dystopischer Katastrophenfilm und Gesellschaftssatire des südkoreanischen Regisseurs Um Tae-hwa. In den Hauptrollen sind Lee Byung-hun, Park Seo-joon und Park Bo-young zu sehen. Der Film handelt von den Überlebenden eines heftigen Erdbebens in Seoul, das die Stadt in Ruinen hinterließ.
Der Film wurde als Südkoreas Beitrag für den besten internationalen Film für die Oscarverleihung 2024 ausgewählt. Es ist der erste Film aus dem Concrete Universe, einem Franchise basierend auf dem Webtoon Yukwaehan Wangtta (유쾌한 왕따) von Kim Sungnyung.

## Handlung
Über Nacht wird Seoul nach einem Erdbeben in Schutt und Asche zurückgelassen. Nur der Hwang-Gung-Apartmentkomplex (Imperial Palace Apartments) hat das Beben überstanden, während die restlichen Gebäude eingestürzt sind. Die Bewohner fühlen sich bedroht durch die Flüchtlinge, die von dem einzig intakten Gebäude gehört haben. Also verschanzen sich die Bewohner, um Außenstehende abzuwehren. Gleichzeitig werden neue Regeln für das Zusammenleben festgelegt. Dadurch herrscht innerhalb des Apartmentkomplexes eine utopische Sicherheit, ganz anders als in der Hölle außerhalb des Gebäudes.

## Veröffentlichung
Der Film startete am 9. August 2023 in den südkoreanischen Kinos und erreichte mehr als 3,8 Mio. Kinobesucher. In Deutschland erschien er am 24. Oktober 2024 auf DVD und Blu-ray.

## Auszeichnungen
Daejong-Filmpreis 2023
- Auszeichnung in der Kategorie Bester Film[4]
- Auszeichnung in der Kategorie Bester Hauptdarsteller für Lee Byung-hun
- Auszeichnung in der Kategorie Beste Nebendarstellerin für Kim Sun-young
- Auszeichnung in der Kategorie Beste visuelle Effekte für Eun Jae-hyeon
- Auszeichnung in der Kategorie Best Art für Cho Hwa-sung und Choi Hyun-seok
- Auszeichnung in der Kategorie Beste Soundeffekte für Kim Seok-won

Blue Dragon Award 2023
- Auszeichnung in der Kategorie Beste Regie für Um Tae-hwa
- Auszeichnung in der Kategorie Bester Hauptdarsteller für Lee Byung-hun
- Auszeichnung in der Kategorie populärste Schauspielerin für Park Bo-young

Buil Film Awards 2023
- Auszeichnung in der Kategorie Bester Film
- Auszeichnung in der Kategorie Bester Hauptdarsteller für Lee Byung-hun
- Auszeichnung in der Kategorie Beste Kameraführung für Cho Hyoung-rae
- Auszeichnung in der Kategorie weiblicher Star des Jahres für Park Bo-young